# Ohyb světla
Difrakce světla nebo ohyb světla je ohyb světelných vln při přechodu malým otvorem nebo vedle okraje překážky. Difrakcí na ohybové mřížce vzniká spektrum. Při difrakci na obrubě objektivu se hvězda v ohnisku nezobrazí jako bod, ale jako ohybový kroužek. I některé halové jevy zapříčiňuje difrakce světla na vodních kapkách v mračnech.
Více informací též ve článku Difrakce.